# Ray Lewis (atleta)
Raymond Gray "Ray" Lewis (Hamilton, Canadá 8 de octubre de 1910 - Hamilton (Canadá), 14 de noviembre de 2003) fue un atleta olímpico de canadiense que consiguió la medalla de bronce en la prueba de 4x400 metros en los Juegos Olímpicos de Los Ángeles 1932 junto a  James Ball, Phil Edwards y Alex Wilson, siendo el primer medallista olímpico de raza negra nacido en Canadá. Se retiró de la competición tras no conseguir la clasificación para los Juegos Olímpicos de Berlín 1936 y debido al clima de racismo.
En 2001 recibió la Orden de Canadá como premio a sus méritos deportivos.

## Fallecimiento
Falleció el 14 de noviembre de 2003, tras no superar las heridas de una caída.

## Palmarés internacional
| Juegos Olímpicos | Juegos Olímpicos              | Juegos Olímpicos  | Juegos Olímpicos |
| Año              | Lugar                         | Medalla           | Prueba           |
| ---------------- | ----------------------------- | ----------------- | ---------------- |
| 1932             | Los Ángeles ( Estados Unidos) | Medalla de bronce | 4x400 metros     |